# Solariella
Solariella je rod malých mořských plžů z čeledi kotoučovití.

## Popis
Ulity jsou malé a mřížkované.

## Druhy
- Solariella actinophora Dall, 1890
- Solariella aegleis Watson, 1879
- Solariella affinis (Friele, 1877)
- Solariella anoxia Dall, 1927
- Solariella asperrima (Dall, 1881)
- Solariella calatha Dall, 1927
- Solariella carvalhoi Loper and Cardoso, 1958
- Solariella cincta (Philippi, 1836)
- Solariella constricta Dall, 1927
- Solariella crossata (Dall, 1927)
- Solariella elegantula Dall, 1925
- Solariella infundibulum (Watson, 1879)
- Solariella intermedia (Leche, 1878)
- Solariella iris (Dall, 1881)
- Solariella lacunella (Dall, 1881)
- Solariella laevis Friele, 1886
- Solariella lamellosa (Dall, 1881)
- Solariella lewisae Willett, 1946
- Solariella lissocona (Dall, 1881)
- Solariella lubrica Dall, 1881
- Solariella maculata S. V. Wood, 1842
- Solariella margaritus
- Solariella micraulax J. H. McLean, 1964
- Solariella nuda Dall, 1896
- Solariella obscura (Couthouy, 1838)
- Solariella oxybasis Dall, 1890
- Solariella peramabilis Carpenter, 1864
- Solariella periscopia Dall, 1927
- Solariella pourtalesi Clench and Aguayo, 1939
- Solariella rhyssa Dall, 1919
- Solariella scabriuscula (Dall, 1881)
- Solariella sericifila (Dall, 1889)
- Solariella textilis (Murdoch and Suter, 1906)
- Solariella tiara (Watson, 1879)
- Solariella triplostephanus Dall, 1910
- Solariella tubula Dall, 1927
- Solariella variabilis (Dell, 1956)
- Solariella varicosa (Mighels and C. B. Adams, 1842)